# Bruno Oberhammer
Bruno Oberhammer (San Lorenzo di Sebato, 17 ottobre 1955) è un dirigente sportivo, allenatore di sci alpino ed ex sciatore alpino italiano ipovedente, vincitore di 12 medaglie paralimpiche (3 ori) e di diverse medaglie mondiali (3 ori).
Primo atleta a vincere una medaglia per l'Italia ai Giochi paralimpici invernali, è allenatore della nazionale di sci alpino paralimpico e responsabile tecnico per tutti gli sport paralimpici invernali.

## Biografia

### Carriera sciistica
Oberhammer esordì ai Giochi paralimpici invernali a Innsbruck 1984, dove vinse la medaglia di bronzo nella combinata (prima medaglia per l'Italia ai Giochi paralimpici invernali) e si classificò 8º nella discesa libera e 4º nello slalom gigante; ai Mondiali di Sälen 1986 conquistò la medaglia d'oro nello slalom gigante, mentre ai IV Giochi paralimpici invernali di Innsbruck 1988, con Alberto Benchimol come atleta guida, si aggiudicò la medaglia d'oro sia nella discesa libera sia nello slalom gigante. Ai V Giochi paralimpici invernali di Tignes 1992 vinse la medaglia d'argento nel supergigante e quella di bronzo nello slalom gigante e ai VI di Lillehammer 1994 conquistò la medaglia d'argento in tutte e quattro le gare disputate: discesa libera, supergigante, slalom gigante e slalom speciale.
Ai Mondiali di Lech 1996 si aggiudicò la medaglia d'oro nello slalom gigante e nello slalom speciale e quella di bronzo nella discesa libera e nel supergigante; l'anno dopo agli Europei del 1997 vinse la medaglia d'oro nello slalom gigante, quella d'argento nel supergigante e quella di bronzo nello slalom speciale. Ai VII Giochi paralimpici invernali di Nagano 1998, suo congedo agonistico, vinse la medaglia d'oro nello slalom speciale, quella di bronzo nella discesa libera e nel supergigante e non completò lo slalom gigante

### Carriera da allenatore e dirigente
Allenatore della nazionale di sci alpino paralimpico dal 1999, nel 2008 fu nominato responsabile tecnico per tutti gli sport paralimpici invernali.

## Palmarès

### Paralimpiadi
- 12 medaglie[3]:
  - 3 ori (discesa libera, slalom gigante a Innsbruck 1988; slalom speciale a Nagano 1998)
  - 5 argenti (supergigante a Tignes 1992; discesa libera, supergigante, slalom gigante, slalom speciale a Lillehammer 1994)
  - 4 bronzi (combinata a Innsbruck 1984; slalom gigante a Tignes 1992; discesa libera, supergigante a Nagano 1998)

### Mondiali
- 5 medaglie (dati parziali[1])[4]:
  - 3 ori (slalom gigante a Sälen 1986; slalom gigante, slalom speciale a Lech 1996)
  - 2 bronzi (discesa libera, supergigante a Lech 1996)

### Europei
- 3 medaglie (dati parziali)[4]:
  - 1 oro (slalom gigante nel 1997)
  - 1 argento (supergigante nel 1997)
  - 1 bronzo (slalom speciale nel 1997)